# Ministère des Affaires étrangères (Israël)
Pour les articles homonymes, voir Ministère des Affaires étrangères.
Le ministère des Affaires étrangères (hébreu : משרד החוץ, Misrad HaHutz ; arabe : وزارة الخارجية), est le ministère des Affaires étrangères du gouvernement de l'État d'Israël. Il est responsable de la préparation et la mise en œuvre de la politique étrangère du pays.

## Organisation
Israël entretient des relations diplomatiques avec 160 pays. Le ministère opère dans 70 ambassades, 18 consulats généraux et cinq missions spéciales : quatre missions aux Nations unies à New York, à Genève, à Paris et à Vienne et un ambassadeur auprès de l'Union européenne à Bruxelles.
Le nouveau bâtiment du ministère a été construit au complexe Kiryat Ben-Gourion, le complexe du gouvernement israélien, près de la Knesset.